# 家島群島
| 姫路 淡路島 四國 家島群島 小豆島 [[明石海峽\|明石海峽]] 播磨灘 大阪灣 鳴門海峽 [[紀伊水道\|紀伊水道]] |
| 家島群島附近區域。(由陸地衛星7號拍攝) ※已用文字標識出地名                                             |

家島群島（日语：／ Ieshima shotō */?）是位於日本瀨戶內海東部播磨灘的一個群島，介乎本州、小豆島與淡路島之間，約由40餘個島嶼所組成，島嶼總面積19.7平方公里。，分布在東西寬約26.7公里，南北寬約18.5公里的範圍內，北距離姬路市市區約18公里。行政區劃屬於兵庫縣姬路市。

## 主要島嶼
- 家島
- 男鹿島
- 坊勢島
- 西島
- 院下島
- 黑島

## 外部連結
- 家島群島-兵庫縣觀光導遊（页面存档备份，存于）